# Reggimento "Nizza Cavalleria" (1º)
Il Reggimento "Nizza Cavalleria" (1º)  è un'unità dell'arma di cavalleria dell'Esercito Italiano; oggi appartiene alla specialità "cavalleria di linea"; attualmente è inquadrato nella Brigata alpina "Taurinense" di cui costituisce la pedina esplorante. Ha sede nella caserma "Valentino Babini" di Bellinzago Novarese, già sede per molti anni delle unità carristi della "Centauro".

## Genealogia
- Reggimento Dragoni Jaunes (Asti, 1689-1690)
- Dragoni di Piemonte I (Asti, Cuneo, Torino, sedi varie, 1690-1798)
- : [1691-1695 Difesa Savoia; 1696 Valenza; 1701-1712 Successione di Spagna; 1718 Sicilia; 1733-1735 Successione di Polonia; 1742-1748 Successione d'Austria; 1792-1796 Piemonte]
- 3º Reggimento Cavalleria (Ferrara, 1798-1799)
- : [1799 Lombardia]
- 3º Reggimento Dragoni Piemontesi (Torino, 1799)
- Reggimento "Cavalleggeri di Piemonte" (Venaria Reale, Pinerolo, Casale Monferrato, sedi varie, 1815-1832)
- : [1815 Grenoble]
- Reggimento Cavalleria "Nizza Cavalleria" (Venaria Reale, Vercelli, Vigevano, Saluzzo, sedi varie, 1832-1859)
- : [1848-1849 1ª G. d'indipendenza]
- Reggimento Cavalleria "Corazzieri Nizza" (Saluzzo, 1859-1860)
- : [1859 Liberazione della Lombardia]
- Reggimento "Nizza Cavalleria" (Pisa, Caserta, Milano, Brescia, Saluzzo, Torino, 1860-1871)
- : [1860-1861 Marche, Umbria, Bassa Italia; 1866 Liberazione del Veneto]
- 1º Reggimento Cavalleria (Nizza) (Parma, Napoli, 1871-1876)
- Reggimento Cavalleria "Nizza" (1º) (Napoli, S.M.Capua V., Roma, Voghera, Milano, Brescia, 1876-1897)
- Reggimento "Nizza Cavalleria" (1º) (Brescia, Padova, Milano, Savigliano, 1897-1920)
- : [1915-1918 Monfalcone, Vittorio Veneto]
- Reggimento "Nizza Cavalleria" (Torino, 1920-1943)
- Gruppo Esplorante 1º Dragoni (Pinerolo, 1946-1950)
- Gruppo Cavalleria Blindata "Nizza" (Pinerolo, 1950-1951)
- 1º Reggimento Cavalleria Blindata "Nizza Cavalleria" (Pinerolo, 1951-1958)
- Reggimento "Nizza Cavalleria" (1º) (Pinerolo, 1958-1959)
- Gruppo Squadroni "Nizza Cavalleria" (Pinerolo, 1959-1975)
- 1º Gruppo Squadroni corazzato "Nizza Cavalleria" (Pinerolo, 1975-1991)
- Reggimento "Nizza Cavalleria" (1º) (Pinerolo, 1991-2013)
- Reggimento "Nizza Cavalleria" (1º) (Bellinzago Novarese, dal 2013)

## Storia

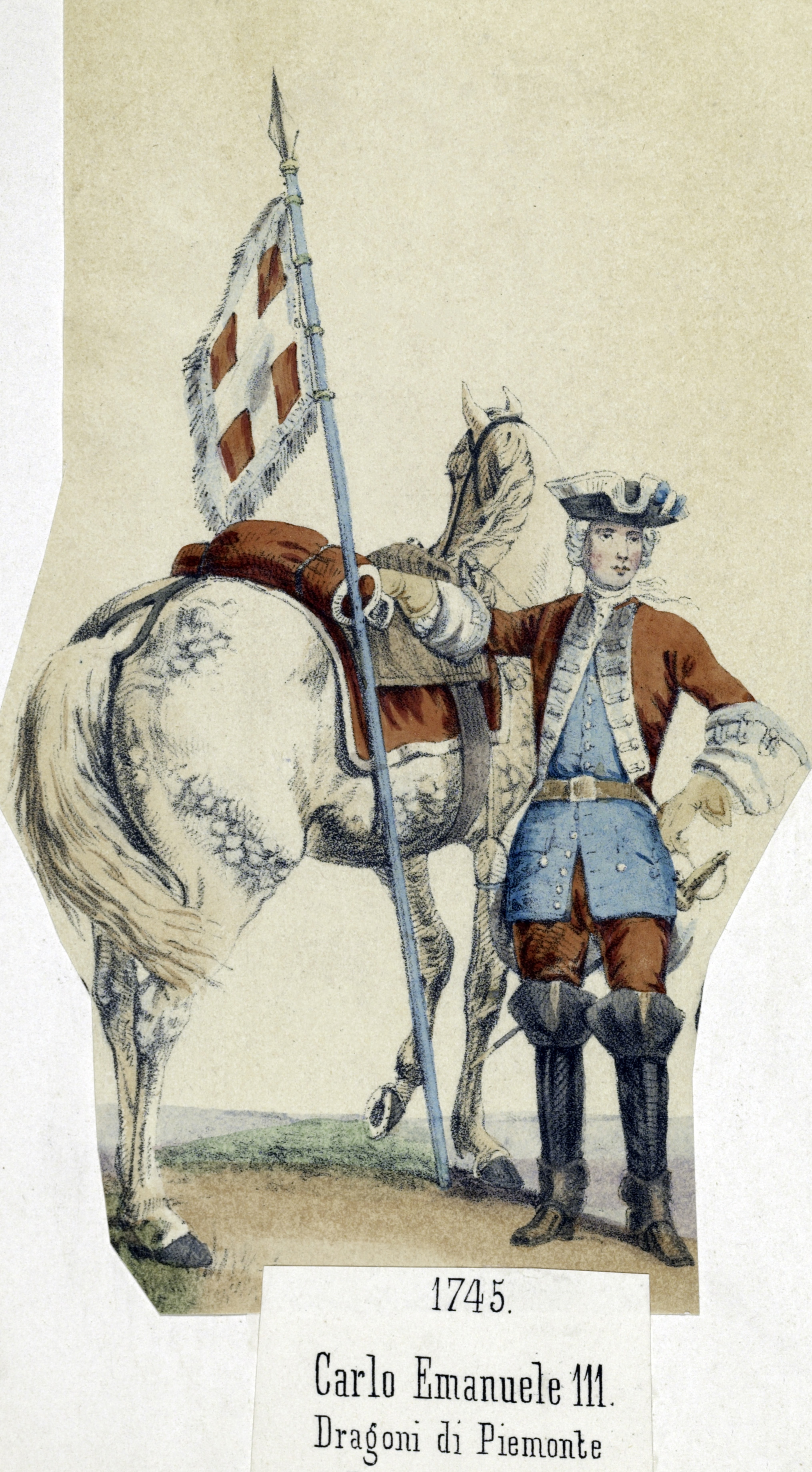
Reggimento Dragoni del Piemonte alfiere 1745

### XVII secolo
Le origini del reggimento risalgono al 4 luglio 1690, quando venne costituito da Bonifacio Antonio Solaro di Macello come Dragons Jaunes o Dragoni di Macello ordinato su 8 compagnie, che nel 1691 assunse il nome di Dragoni di Piemonte, partecipando alla guerra contro la Francia, distinguendosi il 4 ottobre 1693 nella battaglia della Marsaglia, una delle poche vittorie francesi, durante la guerra della Grande Alleanza; Vittorio Amedeo di Savoia, volendo vendicare la sconfitta inflittagli dal Maresciallo de Catinat nella battaglia di Staffarda del 18 agosto 1690, attaccò i francesi contro il consiglio del cugino Eugenio di Savoia. Per ragioni finanziarie, nel 1699 il reggimento venne appiedato fino al 1701.

### XVIII secolo
Nel 1713 i Dragoni di Piemonte vennero dislocati in Sicilia, passata ai Savoia col trattato di Utrecht; quando, in seguito alla guerra della Quadruplice alleanza, con la Convenzione del 29 dicembre 1718 ai Savoia venne attribuita la Sardegna in cambio della Sicilia il reggimento nel 1719 fece rientro a Nizza. Dal 1722 al 1729, colonnello titolare del Reggimento Dragoni di Piemonte fu S. A. R. Carlo Emanuele di Savoia, Principe di Piemonte.
Nel corso del XVIII secolo il reggimento prese parte alla guerra di successione polacca (1733-1735) e alla guerra di successione austriaca (1741-1747). Con la parentesi napoleonica i Dragoni di Piemonte vennero sciolti dal giuramento di fedeltà al re di Sardegna e ricostituiti sotto il nome di 3º reggimento di cavalleria.

### XIX secolo
Dopo la sconfitta di Napoleone da parte delle forze della sesta coalizione, Vittorio Emanuele I il 19 maggio 1814 entrava trionfalmente a Torino accolto dalla popolazionee il 24 maggio 1814 il reggimento assunse il nome di Cavalleggeri di Piemonte. Il 3 gennaio 1832, il reggimento, lasciata la specialità cavalleggeri, assunse il nome di Nizza Cavalleria.
Nel corso della prima guerra di indipendenza il reggimento si distingue fin dagli inizi a Mantova e Santa Lucia, alle porte di Verona, meritando la medaglia di bronzo al valor militare con una carica nella battaglia di Goito, il 30 maggio 1848. Il 21 marzo dell'anno successivo il 2º e 3º squadrone combatterono a Mortara, guadagnando al loro stendardo la medaglia di bronzo al valor militare, decorazione con sarebbe stato decorato lo stendardo del reggimento per gli avvenimenti di due giorni dopo a Novara.
Nel 1850 il reggimento entrò a far parte della cavalleria di linea e, dopo avere assunto nel 1859 il nome di Reggimento Corazzieri di Nizza, nel 1860 riassunse nuovamente il nome di Reggimento Nizza Cavalleria.
Nel corso della seconda guerra di indipendenza nel 1859 il reggimento ha combattuto a Borgo Vercelli, mentre nella campagna per l'unità d'Italia, nel 1860, la partecipazione alla presa di Perugia.
Nel corso della terza guerra di indipendenza il reggimento prese parte, il 24 giugno 1866, ai combattimenti di Custoza e Villafranca a protezione del ripiegamento sul Mincio.

### XX secolo

#### Prima guerra mondiale
Durante la prima guerra mondiale incorpora il 3º squadrone "Cavalleggeri di Aquila". Il reggimento subito dopo l'inizio del conflitto viene appiedato, ma si fa ugualmente onore meritando a Monfalcone la sua quarta medaglia di bronzo al valor militare nel ciclo operativo maggio-giugno 1916. Il combattimento alle officine dell'Adria, svoltosi il 16 maggio, diventerà la ricorrenza per la festa di reggimento. Di nuovo in sella nel 1917, il "Nizza Cavalleria" svolge azioni di ritardo a favore del grosso del Regio Esercito durante la ritirata di Caporetto e negli ultimi giorni di guerra è all'inseguimento del nemico in fuga raggiungendo il 1º novembre 1918 la zona di Risano sull'allineamento Udine-Palmanova.
Al termine del conflitto, nel 1920, incorpora un Gruppo dei "Lancieri di Vercelli" ed eredita le tradizioni del "Montebello".

#### Guerra d'Etiopia e guerra civile spagnola
Durante la guerra d'Etiopia dragoni del "Nizza" andarono a costituire vari gruppi squadroni che combatterono a Dembeginè (15 dicembre 1935), Neghelli (20 gennaio 1936), a Malca Guba (2 febbraio 1936), a Salaclacà (Natale 1935), ad Adichillè (20 febbraio 1936) e Adballa (17 giugno 1936) e durante la guerra civile spagnola elementi del "Nizza", facenti parte di un Gruppo celere, combatterono ad Alpador, ad Aranjuez e Madrid.

#### Seconda guerra mondiale
Lo scoppio della seconda guerra mondiale vedeva in linea generale le forze armate italiane notevolmente distanziate sul piano tecnologico rispetto agli eserciti alleati.
In particolare l'arma di cavalleria, afflitta da mille remore conservatrici che nel ventennio tra le due guerre ne impedirono la meccanizzazione, entrava in guerra con le proprie unità ancora "a cavallo", cioè con armamento, addestramento, ordinamento e capacità complessive del tutto inadeguate rispetto alle esigenze della guerra meccanizzata. Con l'esclusione di alcuni reparti corazzati che vennero costituiti nei primi anni di guerra e impiegati autonomamente distaccati dai reggimenti cui solo nominalmente appartenevano, il grosso della cavalleria preferì conservare le proprie caratteristiche tradizionali benché ormai fosse chiaro a tutti che erano del tutto obsolete. La riconversione di un paio di reggimenti di cavalleria in unità corazzate avvenne infatti con incolmabile ritardo e non poterono risultare impiegabili se non agli inizi del 1943. Purtroppo Nizza fu fra i reggimenti di cavalleria che conservarono la fisionomia a cavallo per l’intero secondo conflitto mondiale e si presentó all’appuntamento in splendida forma ma del tutto inadeguato ai tempi.
Nel corso del conflitto ha operato sul fronte occidentale, in Jugoslavia e Francia, alcune sue aliquote in Tunisia.
Allo scoppio delle ostilità il Reggimento venne impegnato il 17 giugno 1940 al Colle del Piccolo Moncenisio sul fronte delle Alpi Occidentali.
Nel 1941 il reggimento entrò a far parte della 1ª Divisione celere "Eugenio di Savoia" e, montato a cavallo, prese parte alla campagna sul fronte italo-jugoslavo ricevendo il battesimo del fuoco a Monte Tuc
Dallo stesso anno una compagnia di formazione "Nizza" operò in Africa con funzioni valutative per tutti i mezzi corazzati in seguito adottati; questa compagnia, nel proseguimento della campagna del Nordafrica operò con il confratello "Monferrato" in Tunisia nel Gruppo di Manovra e nel Raggruppamento sahariano "Mannerini". Nel luglio 1941 il deposito reggimentale di Torino mobilitó il III Gruppo squadroni corazzato "Nizza” composto da tre Squadroni equipaggiati con autoblinde AB41 e il 1º gennaio 1942 il IV Gruppo squadroni corazzato "Nizza".. Entrambi questi due reparti operarono in forma autonoma distaccati dal reggimento al quale solo nominalmente appartenevano.
Nel corso del 1942 il reggimento con i due gruppi squadroni montati a cavallo, facente parte della 2ª Divisione celere "Emanuele Filiberto Testa di Ferro", venne inviato quale truppa di occupazione in Francia.
Il III Gruppo corazzato venne invece inviato in Nordafrica inquadrato nella divisione corazzata "Ariete". Tale Gruppo, per il suo equipaggiamento venne battezzato III Gruppo autoblindo "Nizza" e nel maggio del 1942 operò in Africa, con due Squadroni in seno all’Ariete XX Corpo di armata, partecipando all'offensiva contro l'8ª Armata britannica partecipando ai combattimenti presso Bir Hakeim il 27 maggio vittoriosamente sostenuti dal 132º reggimento carristi; a Bir Harmat il 28 e il 29 maggio con compiti di avanguardia a Ain El Gazala, nella battaglia preparatoria alla riconquista di Tobruch sempre sostenuti dall'invitto 132º reggimento carristi dell'Ariete. In seguito il III Gruppo autoblindo "Nizza" operò sempre con la Divisione "Ariete" nell'oasi di Siwa e nella depressione di Qattara. Nell'agosto del 1942 in seguito alla perdita di mezzi, non rimpiazzati, venne costituito un unico squadrone raggruppando i resti dei due Squadroni. La perdita di mezzi, non rimpiazzati, portava alla costituzione di un gruppo unico autoblindato che venne incorporato ai resti dell'VIII Battaglione corazzato Bersaglieri. Nei mesi successivi alla sconfitta di El Alamein, il III Gruppo corazzato "Nizza" svolse anch'esso insieme alle unità motorizzate superstiti e a quelle nel frattempo affluite dall’Italia, compiti di protezione del ripiegamento delle fanterie verso la Tunisia, dove ha combattuto il 3 febbraio 1943 a Bir Soltane ed a Ksane Rhilane e nuovamente a Bir Soltane tra il 10 e il 20 marzo affrontando da solo l'attacco di una colonna neozelandese sino a quando, investito da ingenti forze corazzate, fu costretto a ripiegare, affrontando poi le avanguardie della 6ª Divisione Corazzata inglese, proteggendo il ripiegamento attraverso gli Chotts fino ad Enfidaville. Il 22 aprile entrò a far parte del Raggruppamento "Lequio", il raggruppamento Esplorante italo-tedesco nel quale confluirono tutti i restanti reparti di blindati operanti in Tunisia, partecipando ai combattimenti per la difesa di Capo Bon, tuttavia la situazione strategica generale era ormai definitivamente compromessa e nulla poteva arrestare l’avanzata delle forze anglo-americane, superiori per uomini e mezzi. Il 10 maggio quando giunse da Roma l’ordine di resa anche le poche autoblindo ancora operative del "Nizza" vennero distrutte per evitare che cadessero in mano inglese.
Il Reggimento sorpreso dall'armistizio, mentre era in trasferimento sempre a cavallo dalla Francia verso l'Italia, fatto rientrare nella caserma di Torino su ordine del Comando di Piazza, viene catturato dai tedeschi.
Il IV Gruppo squadroni corazzato "Nizza", basato su due Squadroni misti, uno armato con carri leggeri L6/40 l'altro con autoblinde AB41 oprò invece in Albania. Qui entrò a far parte del Raggruppamento Celere e impiegato in attività di controguerriglia e come scorta a colonne, vivendo poi il caos delle vicende post-armistiziali e perdendo, il 13 settembre 1943, per mano tedesca, il proprio comandante colonnello Goytre. Sempre in Albania, il 2º Squadrone autoblindo, agli ordini del Capitano Medici Tornaquinci, si unì alla Divisione di fanteria "Firenze" a Dibra, riuscendo ad aprirsi la strada verso la costa a prezzo di sanguinosi combattimenti contro i tedeschi, particolarmente a Kruya. Il Comando e i rimanenti squadroni del gruppo, dopo aver cercato di organizzare la resistenza contro i tedeschi, per ordine superiore cedettero le armi; il IV Gruppo dunque si disperse. Molti ufficiali e dragoni rimpatriarono raggiungendo la Puglia con mezzi di fortuna e concentrandosi presso il Centro Raccolta di Cavalleria ad Altesano.
Alla fine del 1943 viene costituito a Cava dei Tirreni lo Squadrone esplorante "Nizza Cavalleria" che prese parte, nel giugno del 1944, con il IX reparto d'assalto, alla liberazione dell'abitato di Cingoli, partecipando poi alla campagna per la liberazione dell'Italia, inquadrato nell'8ª Armata alleata, con il II Corpo polacco del generale Anders.

#### Secondo dopoguerra
Ricostituito nel 1946 come Gruppo Esplorante 1º Dragoni, di stanza a Pinerolo, viene inquadrato nella Divisione fanteria "Cremona". Nel 1950 il Gruppo Esplorante Divisionale "1º Dragoni", venne riconfigurato in Gruppo cavalleria blindata "Nizza Cavalleria" e nel 1951 in 1º Reggimento cavalleria blindata "Nizza Cavalleria" ed equipaggiato con carri armati leggeri M24 Chaffee. Il Reggimento "Nizza Cavalleria", dopo esser passato nel 1963 alle dirette dipendenze del III Corpo d'armata, nel quale la Divisione "Cremona" era inquadrata nel 1968, tornò a farne parte come I Gruppo Squadroni Esplorante "Nizza Cavalleria" articolato sul 1º e 2º Squadrone Esplorante, equipaggiati entrambi con VTT M113 e sul 3º Squadrone carri equipaggiato con carri armati medi M47 Patton.
In seguito alla ristrutturazione dell'Esercito Italiano, che prevedeva l'abolizione del livello reggimentale e l'autonomia dei battaglioni il 30 ottobre 1975, la divisione viene riconfigurata in brigata motorizzata "Cremona" e le tradizioni e lo stendardo ereditati dal 1º Gruppo squadroni corazzato "Nizza Cavalleria".
Nel 1989 il Gruppo Squadroni "Nizza Cavalleria" sostituisce i vecchi carri M 47 con Leopard 1A1 recuperati dallo scioglimento di altri reparti carri dell'esercito italiano che in quell'anno radiò dal servizio i carri M47.
Nel 1991, a seguito della riduzione in atto dell'Esercito il 12 settembre 1º gruppo squadroni corazzato "Nizza Cavalleria". Nello stesso periodo i reparti della brigata riacquisiscono il rango di reggimento e il 1º gruppo squadroni corazzato "Nizza Cavalleria" acquisisce la denominazione di Reggimento "Nizza Cavalleria" (1º), passando alle dipendenze della brigata corazzata "Centauro", che trasformata in meccanizzata nel 1996, il 15 ottobre 1997 passa alle dipendenze del 1º Comando delle forze di difesa di Vittorio Veneto. Intanto dal 1993 il reggimento iniziò a sostituire la linea Leopard con le nuove autoblindo pesanti B-1 Centauro.

### XXI secolo
Nel quadro del processo di riordinamento dell'Esercito Italiano verso il modello professionale e di un processo di riduzione del numero delle Brigate, la "Centauro" e venne sciolta nel 2002 e il Reggimento "Nizza Cavalleria" (1º) passò alle dipendenze della brigata alpina "Taurinense".
Nel maggio del 2008 si inizia a parlare di uno scioglimento del Reggimento, causa la riduzione delle spese militari, ma nel corso del 2009, con il diretto interessamento del capo di stato maggiore dell'Esercito generale Fabrizio Castagnetti, che ha fatto visita ai reparti comandati dal colonnello Luigi Greco, l'ipotesi è stata cancellata, dando anzi nuovo impulso alle attività del reparto.
A seguito di riorganizzazioni interne, si va ad affiancare allo Squadrone Comando e Supporto Logistico "Goito", lo Squadrone Ricognizione, che andrà a costituire le fondamenta per la rivitalizzazione del reparto negli anni a venire fino a quando il 7 settembre 2009 si ricostituisce il 2º Squadrone esplorante "Monfalcone" che dopo undici anni di fermo propone un plotone a fuoco con blindo armata Centauro B1, seguito dal 1º Squadrone esplorante "Mortara".
Finalmente il Reggimento poteva articolarsi in due Squadroni Operativi supportati da uno di logistica.
Nel maggio del 2011 finalmente, dopo oltre un decennio che non vedeva il Reggimento partecipe ad operazioni con unità superiori al Plotone, viene affidato al Nizza l'incarico di preservare la sicurezza nella piazza di Milano, nell'ambito di Operazione Strade Sicure: l'operazione avrà termine circa 3 mesi dopo, con esito molto soddisfacente.
Nel novembre del 2011 è stata celebrata la ricostituzione del 3º Squadrone Blindo Pesanti "Novara", che prenderà forma completa nei mesi a seguire, nonché la ricostituzione del Gruppo Squadroni.
Dal 1º luglio 2013 si trasferisce dalla sua sede storica in Pinerolo (TO) per insediarsi presso Bellinzago Novarese (NO), al posto del 4º reggimento carristi che viene disciolto e contestualmente ricostituito a Persano per cambio denominazione del 131º reggimento carristi. A Bellinzago, rafforzato dall'innesto nei suoi ranghi della nutrita compagine dei carristi appartenuti ai reggimenti carri succedutisi per 60 anni nella caserma Babini, rinnova il suo splendore come Reggimento di Cavalleria.
Nel 2014 viene impiegato nuovamente per la sicurezza di importanti città italiane come Milano e Torino nell'Operazione Strade Sicure, successivamente un suo Plotone partecipa alla sicurezza dell'evento mondiale EXPO Milano 2015.

## Onorificenze

### Decorati
- Lapo Niccolini, marchese di Camugliano (Ponsacco)  Medaglia d'argento al valor militare

## Simbolo

### Scudo
Partito. Nel primo d'oro all'aquila spiegata di nero; nel secondo partito: a) di rosso alla torre d'argento, b) d'argento alla torre rosso; alla punta incappata d'argento, aquila di rosso con il volo abbassato appoggiata sul monte a tre cime di verde su sfondo d'azzurro argentato.

### Ornamenti esteriori
Sullo scudo corona tinta d'oro, accompagnata sotto da quattro nastri azzurri, annodati nella corona scendenti e svolazzanti in sbarra e in banda ai lati dello scudo, della ricompensa al valore, su lista bifida d'oro, svolazzante, concavità rivolta verso l'alto, il motto "Nicaea fidelis".

## Persone legate al Reggimento
- Paolo Marchini
- Rodolfo Gabrielli di Montevecchio
- Giovanni Agnelli (1866-1945)
- Gianni Agnelli
- Umberto Agnelli
- Pompeo Colajanni
- Luigi Goytre
- Vittorio Emanuele di Savoia-Aosta, conte di Torino
- Filiberto di Savoia-Genova, duca di Pistoia
- Edgardo Sogno
- Mario Abruzzese
- Gabriele D'Annunzio
- Biagio Augusto Zaffiri
- Guglielmo Barbò Conte di Casalmorano
- Vincenzo Coconito di Montiglio